# When Knights Were Bold (film 1914)
When Knights Were Bold è un cortometraggio muto del 1914. Il nome del regista non viene riportato nei credit del film che, prodotto dalla Essanay Film Manufacturing Company e distribuito dalla General Film Company, aveva come interpreti Wallace Beery, Ruth Hennessy, Robert Bolder, Helen Dunbar.

## Trama
Il conte vuole sposare una ragazza ma i suoi genitori gliene vogliono imporre un'altra di loro scelta. Lui, dopo essersi addormentato, sogna i buoni vecchi tempi quando ancora si poteva scendere in campo per conquistare la donna del cuore. Dopo varie avventure (tutte sognate), il conte si risveglia, trovandosi accanto la ragazza scelta dai genitori. Ora, però, è consapevole che un innamorato moderno ha parecchi pericoli in meno da affrontare di quelli che aveva di fronte un amante del passato.

## Produzione
Il film fu prodotto dalla Essanay Film Manufacturing Company.

## Distribuzione
Distribuito dalla General Film Company, il film - un cortometraggio di una bobina - uscì nelle sale cinematografiche degli Stati Uniti il 7 settembre 1914.